# Centaurea zarrei
Centaurea zarrei — вид квіткових рослин родини айстрових (Asteraceae). Ареал: Туреччина (Кайсері). Видовий епітет дано на честь доктора Шахіна Зарре, який зібрав цей вид.

## Біоморфологічна характеристика
Дворічні рослини з товстим м'ясистим стрижневим коренем, вся рослина зазвичай зелена, ≈ 50 см заввишки. Прикореневі листки черешкові, нероздільні, іноді прикореневі з двома невеликими сегментами, ланцетні, 26–28 × 6–8 см. Нижні стеблові листки прості, з черешком 3–7 см, ланцетні, 14–18 × 5–7 см, цілокраї або зубчасті по краях, загострені на верхівці. Верхні стеблові листки послідовно дрібніші, прості, сидячі, вузьколанцетні або ланцетно-лінійні, (4)8–10 × (0.8)1.2–2 см, цілокраї, на верхівці загострені або мукронатні. Головки нечисленні, 5–6, розташовані в китиці, квітконоси короткі, ± рівні, 2.5–3(7) см завдовжки. Квіточки пурпурові сухими. Сім'янки довгасті, 5,5–6 мм завдовжки, голі. Папус стійкий, багаторядний, білуватий, довжиною 10–12 мм, щетинки внутрішніх рядів значно коротші за інші.

## Середовище
Centaurea zarrei — дуже рідкісний ендемік провінції Кайсері, південна Туреччина. Росте на скелястих схилах і перелогах, на висоті 1500 метрів.